# Sipha agropyronensis
Sipha agropyronensis är en insektsart som först beskrevs av David D. Gillette 1911.  Sipha agropyronensis ingår i släktet Sipha och familjen långrörsbladlöss. Inga underarter finns listade i Catalogue of Life.